# Породица Адамс (филм из 1991)
Породица Адамс (енгл. The Addams Family) амерички је црно-хумористички филм из 1991. године базиран на ликовима из цртаћа чији је творац Чарлс Адамс (енгл. Charles Addams) и ТВ серији из 1964. године чији је продуцент Дејвид Леви. Филм је први пут приказан у Лос Анђелесу, 16. новембра 1991. године, и добио је позитивне критике. Наставак под називом Вредности породице Адамс појавио се две године касније.

## Радња
Гомез Адамс (енгл. Gomez Addams) жали због одласка свог брата Фестера Адамса (енгл. Fester Addams) који је нестао након њихове свађе. Адвокат породице Адамс, Тали Алфорд (енгл. Tully Alford) примећује да син госпође Абигејл Крејвн (енгл. Abigail Craven), којој дугује новац, изгледа исто као Фестер. Тада Тали предлаже да Гордона представе као Фестера како би ушао у домаћинство породице Адамс и пронашао скривени трезор са огромним богатством. Тали са супругом Маргарет (енгл. Margaret Alford) присуствује сеанси у кући породице Адамс на којој бака покушава да контактира Фестеровог духа. Тада улази Гордон, представљајући се као Фестер, са Абигејлом коју представљају као психијатра др. Пиндер-Шлос (енгл. Dr. Pinder-Schloss) која говори породици да је Фестер изгубљен у Бермудском троуглу.
Гомез је пресрећан због повратка свога брата. Одводи га у породични трезор како би му вратио слике из детињства. Гордон сазнаје да је разлог свађе два брата Гомезова љубомора на Фестеров успех са женама. Гомез почиње да сумња да је Фестер преварант, али га Абигејл убеђује у супротно.
Гордон се зближава са породицом, посебно са децом Средом (енгл. Wednesday Addams) и Пагслијем (енгл. Pugsley Addams). Адамсови одлучују да направе забаву која ће дићи мртве из гроба како би прославили Фестеров повратак. Среда чује разговор Гордона и Абигејл, сазнаје истину и разочарана бежи на породично гробље. На прослави Тали сазнаје да Фестеру, као старијем брату припада целокупна имовина. Набавља забрану приласка породице имању и налаже да се иселе. Када примете да нема Среде, крећу у потрагу и успешно је налазе.
Док Абигејл, Гордон и Тали покушавају да приступе трезору, чланови породице Адамс су приморани да се преселе у мотел и нађу посао. Мортиша (енгл. Morticia Addams) покушава бити васпитачица, Среда и Пагсли продају отровне лимунаде, а Ствар (енгл. Thing Addams) постаје курир. Гомез тоне у депресију.
Забринута за будућност своје деце и ментално стање мужа, Мортиша одлази до куће са жељом да разговара са Фестером. Међутим, Абигејл и Тали је заробе и муче како би их научила на који начин да приступе трезору. Ствар, која је све то посматрала, обавештава Гомеза. Гомез окупља породицу и жури да спасе супругу. Гордон, незадовољан понашањем своје мајке, окреће се против Абигејл уз помоћ чаробне књиге која ствара ураган у кући и Абигејл и Тали избацује кроз прозор у ископан гроб.
Седам месеци касније гром удара Гордона и открива да је он у ствари Фестер, који је у Бермудском троуглу изгубио памћење и скренуо у Мајами, одакле га је Абигејл узела. На прослави Ноћи вештица, уз игру и песму "Wake the Dead" Мортиша открива Гомезу да је поново трудна.

## Улоге
- Раул Хулија  као Гомез Адамс - отац породице Адамс. Као глава куће и велики акробата дане проводи величајући своју жену Мортишу. Пуно пара које зарађује тако што продаје земљишта на којима има нафте у потоцима а за које није ни свестан омогућује му да пружи својој породици, а посебно деци, све што пожеле. И док воли да се игра возовима, да их диже у ваздух, и мачује, исто толико воли да чита новине дубећи на глави и плешући танго са својом драгом.
- Анџелика Хјустон као Мортиша Адамс - мајка породице Адамс. Она је све али не и америчка домаћица. Њен дан се своди на то да плете одећу обично за родбину која има три руке, али исто тако да пази и мази своје биљке отровнице. Омиљена јој је биљка месождерка. Она такође слика али и декорише цвеће, и то обично руже којима одсече цвет и остави само трновито стабло. Мортиша је свакако брижна мајка, али увек сталожена и посвећена породици.
- Кристофер Лојд као Фестер Адамс / Гордон Адамс - Гомезов брат који је изгубио памћење и усвојен од стране Абигејл. Познат је по томе што може да емитује светлост држећи сијалицу у устима.
- Кристина Ричи као Среда Адамс - ћерка породице Адамс. Ужива док се игра са својом безглавом лутком Маријом Антонетом, узгајањем паукова и гуштером Луцифером.
- Џими Воркмен као Пагсли Адамс - син породице Адамс. Ужива да се игра са оцем дизањем возова у ваздух као и прављењем најчуднијих машина и играњем са октоподом Аристотелом.
- Карел Стрејкен батлер Ларч
- Ден Хедаја као адвокат Тали Алфорд
- Дејна Ајви као  Маргарет Алфорд

## Музика
Музика из филма пуштена је 3. децембра 1991. године и поседује већину Марк Шајманове (енгл. Marc Shaiman) филмске екипе.
1. "Deck the Halls & Main Titles"
2. "Morning"
3. "Seances & Swordfights"
4. "Playmates"
5. "Family Plotz"
6. "Mooche"
7. "Evening"
8. "Party...For Me?"
9. "Mamushka"
10. "Thing Gets Work"
11. "Fester Exposed"
12. "Rescue"
13. "Finale"

Филм такође има видео спот реп извођача МЦ Хамера (MC Hammer) под називом "Addams Groove".

## Видео игре
Видео игре базиране на филму су пуштане како из ручних, тако и из кућних компјутерских платформи.

## Зарада
Са зарадом од $113.502.246 у Сједињеним Америчким Државама и бруто зарадом широм света од $191.502.246, Породица Адамс је седми филм са највишом зарадом из 1991. године.

## Критике
- Ротен Томатос (енгл. Rotten Tomatoes) дао је филму 60% рејтинга, на основу прегледа 40 критичара.[4][5][6]
- Роџер Еберт (енгл. Roger Ebert) даје филму 2 од 4 звездице, уз образложење да је благо забаван.[7]
- Џонатан Розенбаум (енгл. Jonathan Rosenbaum) каже да је филм језгровит.[8]
- Стив Крум (енгл. Steve Crum) похвалио је филм, рекавши да је то био савршен превод серије из 1960. године и да је "аветињски смешан".

## Признања
Породица Адамс је награђен за најбољи хорор филм 1991. године од стране Horror Hall of Fame. Карел Струицкен појавио се на церемонији доделе награда да прими награду. Хјустон је била номинована за Златни глобус за најбољу глумицу 1991. године. Осим тога, флипер заснован на филму, је најпродаванији флипер свих времена.
Филм је освојио Златну награду Малина за најгору оригиналну песму за песму "Адамс Гроове" МЦ Хаммер.

## Продукцијске белешке
Већина филм је снимана на бини 3/8 у Hollywood Center Studios у Лос Анђелесу, у истом студију где је снимљен оригинална ТВ серија.
Након премијере филма, Дејвид Леви, продуцент ТВ емисије породице Адамс, поднео је тужбу. Он је тврдио да су многи елементи филма његове оригиналне идеје и нису дело Чарлса Адамса.

## Израда породице Адамс
Документарни филм "The Making of The Addams Family", произведен је да промовише филм 1991. године.
У интервјуу 2012, Соненфелд је навео да је првобитно намеравао да буде нејасно да ли је Фестер стварно варалица или не, али сви остали актери су се побунили и изабрали 10-годишњу Кристину Ричи да говори у њихово име о томе да Фестер не би требало да буде уљез, па се и крај у потпуности променио.

## Blu-rayиDVD
Филм је пуштен први пут на Блу-реју у Великој Британији октобра 2013. године. Породица Адамс и Вредности породице Адамс су објављене 2006. године на ДВД-у.